# Вулиця Личаківська
Ву́лиця Лича́ківська — одна з найдовших львівських вулиць. Починається у центрі Львова від площі Митної та прямує на схід до виїзду з міста, утворюючи перехрестя з вулицями — Богдана Котика, Мучною, Яловець, Голинського, Бахматюка та Полудневою.
Прилучаються вулиці Вузька, Ігоря Дашка, Тараса Бобанича, Гартмана Вітвера, Смольського, Різьбярська, Донцова, Патріарха Димитрія Яреми, Парфановичів, Заньковецької, Солодова, Чернігівська, Кармелюка, Сковороди, Харківська, Ніжинська, Ріпина, Мечникова, Круп'ярська, Буцманюка, Героїв Маріуполя, Марка Черемшини, Копальна, Россі, Долішня, Станція Личаків, Козика, Пасічна, Глинянський тракт, Ромаданівська, Букова, Винниківська.

## Назва

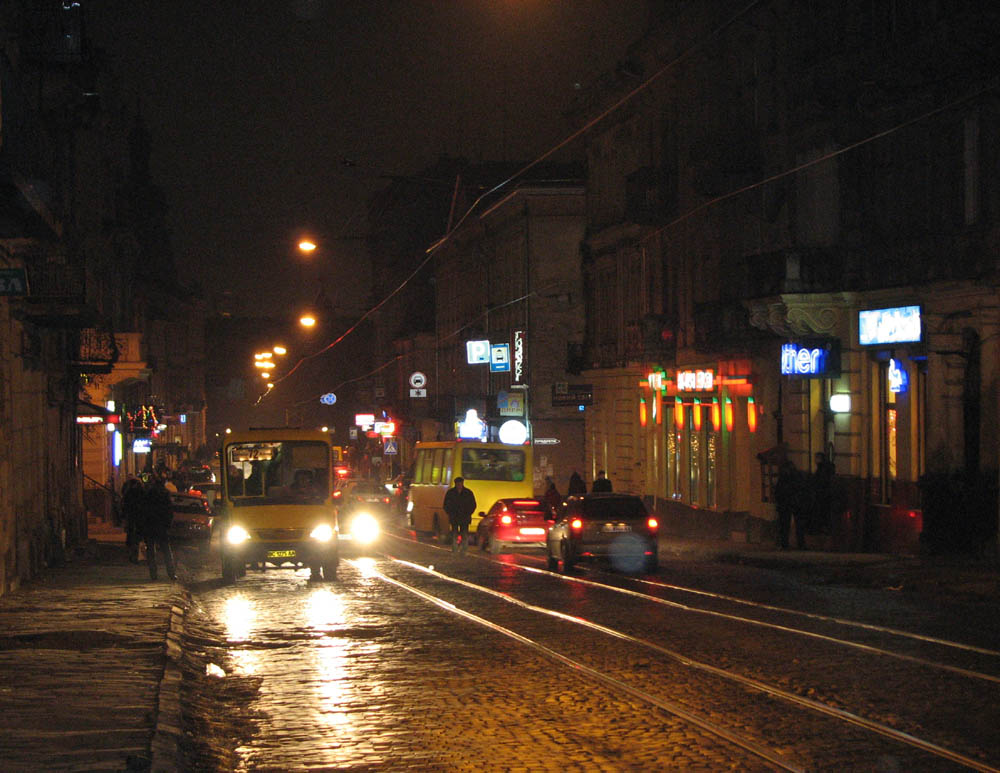
Вулиця Личаківська вночі

Одна із найстаріших назв — називається Личаківською з XVI століття (вперше згадується 1573 року). Також зберіг донині свою назву й увесь район Личаків. Найімовірніше, що Личаків — це перекручений Лютценгоф (двір німецьких колоністів Лютців).
Інша теорія виводить назву вулиці від личаків — солом'яного взуття найбідніших мешканців міста. Цілком можливо, що назва Личаків утворилася внаслідок обох цих мовних впливів. Із XV століття це була Глинянська Дорога, бо йшла до міста Глиняни.
До 1871 року вулиця поділялася на вищу (від початку до Винниківського ринку) та нижчу.
Під час німецької окупації вулиця називалася Остштрассе, бо прямувала до східної межі міста, а з грудня 1944 року іменувалася вулицею Леніна. 1990 року рішенням № 391 львівської міської Ради народних депутатів відновлено історичну назву — вулиця Личаківська.

## Забудова

Меморіальна таблиця Йосафаті Гордашевській (вул. Личаквська, 67)

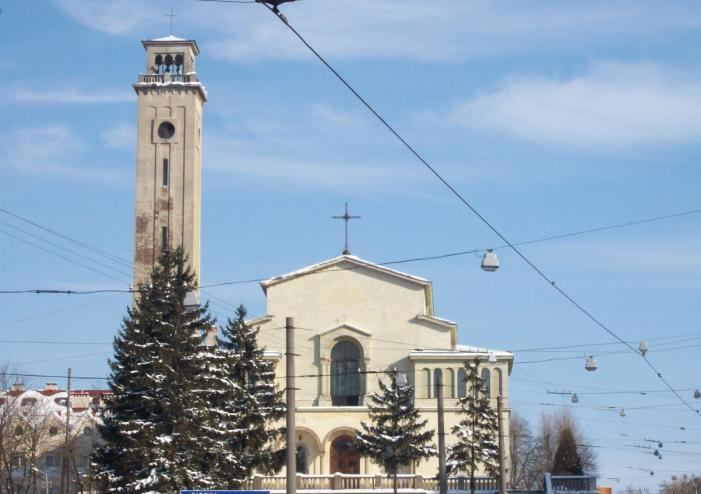
Церква Покрови Пресвятої Богородиці

У забудові вулиці Личаківської переважають архітектурні стилі — класицизм, сецесія, конструктивізм. Декілька будинків на вулиці Личаківській внесені до Реєстру пам'яток архітектури місцевого значення м. Львова.
№ 1. 

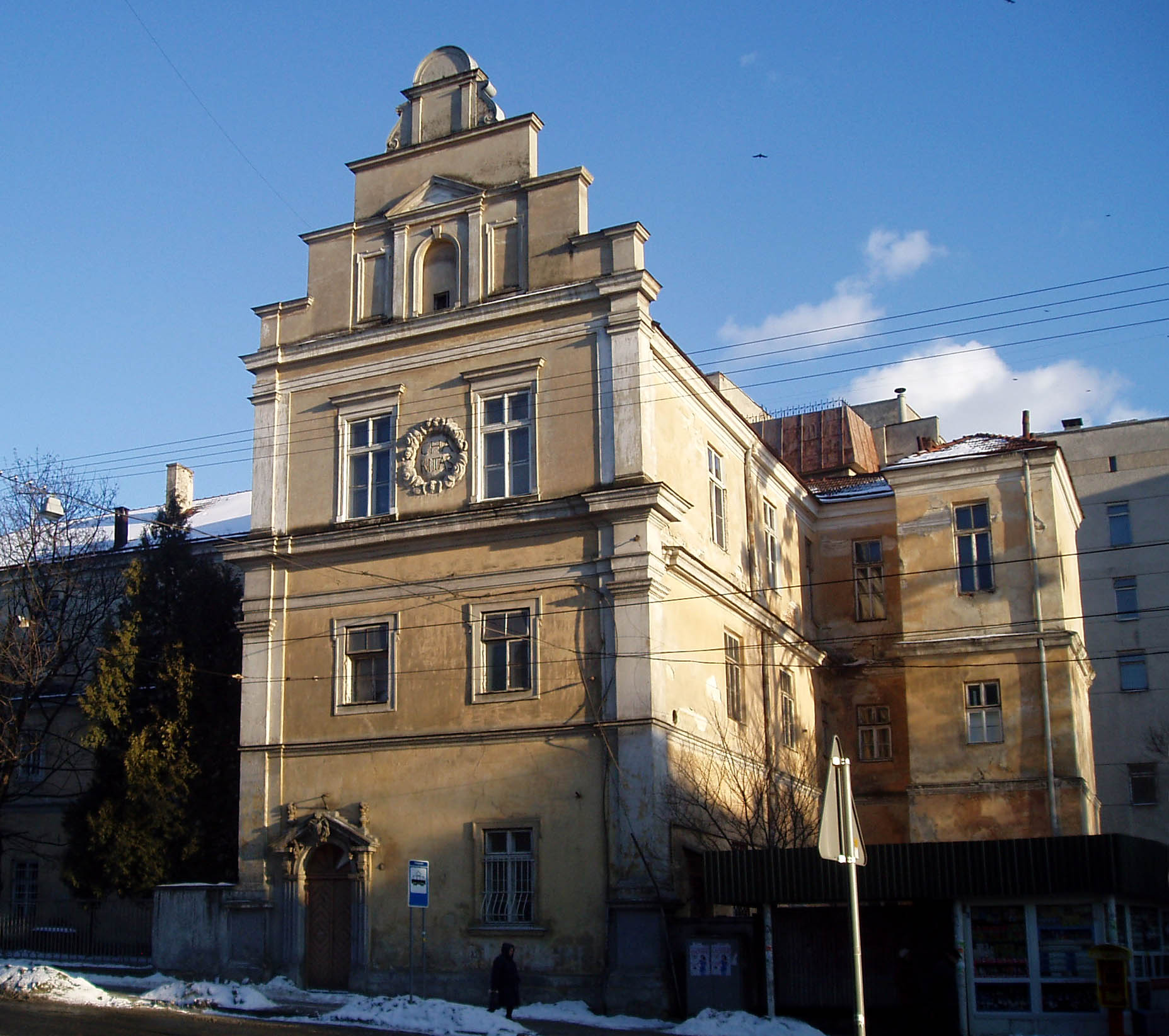
Колишній шпиталь боніфратрів

Пам'ятка архітектури місцевого значення під охоронним № 616-м
Двоповерхова кам'яниця середини XIX століття, над вікнами другого поверху котрої встановлено маскарони, що нагадують скульптурні «голови» у замковому комплексі Вавель у Кракові. Як вважає краєзнавець Юрій Бірюльов, ці скульптури були виконані відомим скульптором Павлом Ойтелє у 1839 році. За Польщі тут містилася фабрика ціпків та парасоль Кунста та годинникарська майстерня Бактроґа, а від 1950-х років — мисливський магазин та ремонт взуття, наприкінці 2000-х років — магазини: одягу, «Продукти» та спиртних напоїв «Забава».
№ 2 — будинок, споруджений у 1891—1892 роках для архіву мап. Архітектори Вацлав Пшетоцький та Міхал Ковальчук. До 1939 року тут діяв один районних відділів міської скарбниці, а саме кадастровий підрозділ.
Нині тут автомобільно-дорожній коледж, заснований 1945 року як дорожньо-механічний технікум. У радянський час на фасаді була встановлена меморіальна таблиця з барельєфним зображенням Володимира Леніна роботи скульптора А. Чемериса.
№ 3. 
Пам'ятка архітектури місцевого значення під охоронним № 617-м
1772 року до Львова приїхав Антоній Піллер, а 1773 року в будинку попереднику нинішнього відкрив друкарню. Конкурентів Піллер не мав і тому за невеликий проміжок часу став губернським друкарем його імператорської та королівської милості, а також й львівського університету, бо друкував підручники. Тут, у його друкарні, видавав часопис «Газетт де Леополіс» («Львівська газета») — перша газета в Україні. Видавалася вона французькою мовою, за розмірами була не більша сучасного учнівського зошита, мала чотири сторінки. По смерті А. Піллера справу успадкували його дружина та сини. Вони значно розширили виробництво та займалися не лише видавничою справою, але й від 1800 року виробляли папір на власній папірні у Шкло, а від середини XIX століття — у Львові поблизу Пелчинського ставу.
У 1893 році будівля колишньої друкарні Піллерів, перебудована за проєктом Яна Томаша Кудельського на прибутковий будинок, де при оздобленні головного фасаду архітектор застосував легку декорацію, стилізовану під рококо. Від 1903 року невелике приміщення на першому поверсі кам'яниці займала аптека Антонія Ербара «Під римським цісарем Титусом», а вхід до неї вінчало бронзове погруддя імператора. У 1979 році інтер'єр аптеки прикрасило декоративне керамічне панно «Фармакопея» (автор — скульптор Степан Голінчак), виготовлене на Львівській експериментальній кераміко-скульптурній фабриці та портрет Теодора Торосевича. Нині — аптека «Матері і дитини». Також у приміщенні колишньої друкарні Піллерів, за радянських часів, була облаштована навчально-експериментальна друкарня львівського поліграфічного інституту.
№ 4.
Пам'ятка архітектури місцевого значення під охоронним № 618-м
Прибутковий будинок, споруджений 1888 року за проєктом Яна Карасінського. За Польщі тут містилося архітектурне бюро Кароля Косимського. У 1950-х роках тут містилися фотоартіль «Трудфото» та меблева артіль «Універсал», наприкінці 2000-х років — ресторан «Картопляна хата» та бутик жіночого одягу «Жозефіна». Нині — магазин «Бест продукти», книгарня Думанських «Перший клас», ресторан мережі швидкого обслуговування «Піца Челентано».
№ 5. 
Пам'ятка архітектури місцевого значення під охоронним № 4882-Лв
Перша забудова ділянки відбувається на початку XIX століття. Відповідно до архівних документів власниками будівель та земельної ділянки у 1849 році були Йоганн та Юліана Прокоп. На початку 1850-х років ділянка належить фабриканту Августу Шуману, на якій він розміщує свою фабрику металевих виробів та сільськогосподарських знарядь. Впродовж 1863—1874 років Август Шуман регулярно перебудовує фабрику для своїх виробничих потреб. 1885 року новим власником ділянки став Леон Братковський, який замовив проєкт невеликої реконструкції західної офіцини в архітектора Івана Левинського, який не був реалізований. 1886 року для Братковського Іван Левинський розробив проєкт триповерхової чиншової кам'яниці з цоколем та на реконструкцію східної та західної офіцин. Згідно проєктів, північна одноповерхова офіцина залишалася без змін. Чільний будинок був запроєктований у стилі історизму з елементами неоренесансу та неокласицизму. 1889 року Іван Левинський подав доопрацьований проєкт головного будинку з бароковими балконами. У 1903 році на замовлення Братковського був виготовлений проєкт на спорудження триповерхової тильної офіцини під фабричні цілі. У 1924 році чільний будинок надбудовано четвертим поверхом із мансардою за проєктом Владислава Дердацького та Станіслава Ревуцького. У 1934 році за проєктом архітектора Леопольда Карасінського перебудували тильний триповерховий будинок, що перебував у власності картографічної та видавничої фабрики «Атлас», на житловий. В партері будинку у міжвоєнний період містився львівський відділ Польського краєзнавчого товариства. У радянські часи мансардний поверх чільного будинку перебудували на повноцінний п'ятий. Під час капітального ремонту замінили дерев'яні балкони офіцин на бетонні. 2008 року балкони чільного фасаду замінили формованими з бляхи. З 2000-х років цокольні приміщення від вулиці Личаківської влаштовані під крамниці.
№ 6 — будинок, споруджений у 1868 році за проєктом Едмунда Келера. Тут у 1880-х роках відкрив своє проєктне бюро Іван Левинський. Згодом воно було перенесене на площу Катедральну, 7. Нині частину першого поверху кам'яниці займає сусідній ресторан мережі швидкого обслуговування «Піца Челентано», а у іншій частині міститься крамниця приколів, пакування подарунків, прокату костюмів «Хохма шоп».
№ 7 — у 1934—1944 роках в офіцині будинку діяв кінотеатр «Метро», що був популярним серед львів'ян через свої низькі ціни. Власницею кіноустанови напередодні війни була Пепі Кульман. У повоєнний час тут діяли майстерні з ремонту кіноустаткування. За Польщі тут також містилося архітектурно-будівельне бюро інженера Бруно Грека.

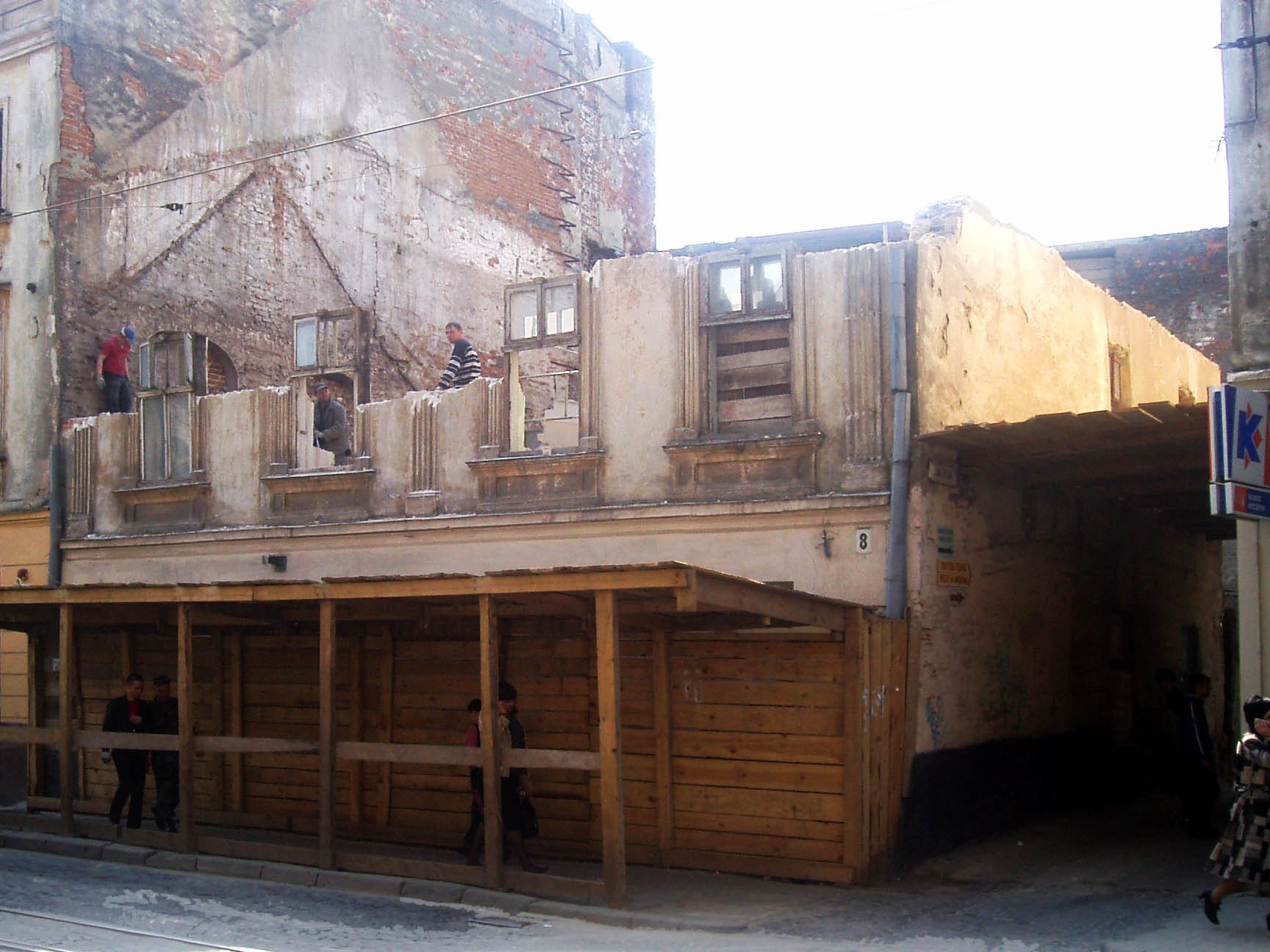
Руйнування будинку № 8

№ 8 — двоповерхова кам'яниця першої половини XIX століття, яка була повністю перебудована у 2010 році. Нині на верхніх поверхах будинку міститься міні-готель «На Митній» та музей у темряві «Третя після опівночі», на першому поверсі — відділення АТ «ПриватБанк».
№ 9. 
Пам'ятка архітектури місцевого значення під охоронним № 620-м
Житловий будинок споруджений за проєктом Анджея Ґоломба у 1890-х роках.
№ 10 — в будинку містився фотосалон «Аполло» Александера Буха.
№ 15. 
Пам'ятка архітектури місцевого значення під охоронним № 621-м
Під цим номером знаходяться два будинки — двоповерхова класицистична вілла (ймовірно 1840-х років) та триповерховий рядовий будинок, споруджений у 1874 році. Спочатку це була садиба столяра Яна Смутного, а пізніше — родинний маєток відомої у Львові родини Дрекслерів, яка займалася торгівлею тканинами.
№ 16 — кам'яниця, споруджена за проєктом архітектора Карела Боубліка у 1899 році. та оздоблена фігурою Святого Йосифа з Дитятком Ісусом, роботи скульптора Броніслава Мар'яна Солтиса у ніші бічного фасаду з боку вул. Вітвера. Над брамою причепили двох раків, що найімовірніше було рекламою ресторану Германа Кребса.
№ 18 — триповерхова кам'яниця, у якій на початку XX століття мешкав письменник та громадський діяч Михайло Павлик. У нього часом зупинявся Іван Франко, коли не мав власного помешкання. В прибудові цього будинку у 1830—1850-х роках містилася майстерня відомого скульптора Йогана Шімзера. За радянських часів, у 1950-х роках тут містилася майстерня з ремонту одягу та панчіх, а від 1970-х роках — ательє ремонту взуття «Хвилинка». Нині тут міститься офіс львівського представництва компанії «Вікнар'off» (Вікнарьов) та продуктова крамниця.
№ 19. 
Пам'ятка архітектури місцевого значення під охоронним № 987-м
У житловому будинку за Польщі містилася перукарня Шніцера та магазин шкільного приладдя Бранда, за радянських часів працювало трикотажне ательє, у 2000-х роках — кафе «Домашні страви», нині — кафе «Чебуречна Хата».
№ 19а — за Польщі на першому поверсі містився ресторан Домбровського, за радянських часів — пральна фабрика № 2, у 2000-х роках — крамниця електротоварів «Люмен» та магазин міцного взуття «Трактор», нині — магазин-салон промислового та побутового швейного обладнання «Brother», приміщення колишньої взуттєвої крамниці нині вільне.
№ 20 — у флігелі цього будинку у 1830—1850-х роках містилася скульптурна майстерня Йоана-Баптиста Шімзера. До 1939 року тут містилася майстерня Отто Лінка — спеціаліста з ортопедичної механіки.
№ 21 — у давнішому будинку, що стояв на цьому місці мешкав та помер 1811 року скульптор Йоганн Міхаель Вітвер.
№ 22 — у міжвоєнний період тут містилося ательє дамських капелюхів Софії Хом'як, крамниця взуття Анісдорфа та ресторан Кордона. У 1901—1903 роках кімнату в помешканні вдови службовця Галицького намісництва Турчинської винаймав студент Львівського університету Йорданов-Басовські — була конспіративна квартира агентів забороненої ленінської «Іскри». За радянських часів на фасаді будинку була встановлена меморіальна таблиця з білого мармуру, яка сповіщала про це. У червні—вересні 1909 року в одному з приміщень першого поверху будинку містилася редакція та адміністрація часопису «Filatelista» — друкованого органу товариства міжнародних філателістів «Унія». Також у радянські часи на першому поверсі містилися продуктовий магазин «Верховина» та крамниця, яка спочатку називалася «Все для жінок», пізніше «Товари для жінок». 20 січня 2014 року тут відкрилася книгарня імені Маркіяна Шашкевича, а нещодавно за цією ж адресою відкрилося відділення № 10013/0343 ПАТ «Державний ощадний банк України».
№ 24. 
Пам'ятка архітектури місцевого значення під охоронним № 622-м
 У будинку за Польщі містилася цукерня Геммерлінґа, за радянських часів — Штаб добровільних народних дружин Червоноармійського району, шашлична, майстерні з ремонту взуття та ремонту годинників, нині — фірмовий магазин Львівського лікеро-горілчаного заводу «Львівська горілка».
№ 24а — кам'яниця (інша адреса — вул. Патріарха Димитрія Яреми, 2), у якій за Польщі містився ресторан Енґелькрайса, від радянських часів на розі з вулицею Чехова працює «Варенична», яка нині має назву — кафе «Вареники». У 2000-х роках тут також містилося відділення банку «Ренесанс Капітал», а віднедавна його місце зайняло відділення ПАТ «А-Банк».
№ 25 — кам'яниця Войцеха та Адальберта Гаарів, зведена близько 1870 року за власним проєктом архітектора Войцеха Гаара. Пізніше будинок увійшов у комплекс архітектурно-будівельної фірми Казимира-Норберта Каменобродського, яка розбудувалася на сусідній ділянці. Нині тут Львівський державний обласний навчально-курсовий комбінат та численні гаражі.
№ 26. 
Пам'ятка архітектури місцевого значення під охоронним № 1621-м
Колишній шпиталь та монастир ордену боніфратрів з костелом святого Лаврентія. Шпиталь та монастир були засновані 1659 року королем Яном III Собеським, але під час турецької облоги міста у 1672 році монастирські споруди, у тому числі й шпиталь були зруйновані. У 1680—1690-х роках за проєктом французького архітектора Шарля Бенуа та коштом Яна III Собеського проводилася відбудова монастиря ордену Боніфратрів та самого шпиталю, тому бароковий портал будівлі з боку вул. Личаківської прикрашає родинний герб Собеських — Янина. Наприкінці XVIII століття шпиталь перетворили з монастирського на військовий. У 1890—1891 роках комплекс споруд шпиталю доповнила будівля інфекційного корпусу, зведена в стилі історизму.
Сучасний військовий шпиталь був створений у Львові у жовтні 1939 року та сформований на базі декількох автохірургічних загонів як Львівський військовий шпиталь № 2344. Наприкінці червня 1941 році евакуйований до м. Кемерово і повернувся до Львова у вересні 1944 року. У грудні 2006 році на базі 1120 центрального військового клінічного шпиталю створено військово-медичний клінічний центр Західного регіону.
№ 27а — офісний, виробничий та житловий будинки. Споруджені 1912 року за проєктом Казимира-Норберта Каменобродського для його власної фабрики.
№ 29.
Пам'ятка архітектури місцевого значення № 623
В цій кам'яниці до 1939 року містилася редакція газети «Світ Академічний». У 2000-х роках тут містилася туристична агенція «Амфітрита».
№ 31. 
Пам'ятка архітектури місцевого значення під охоронним № 2149-м
Нині на четвертому поверсі цього будинку міститься хостел «Легенда Львова». Також, в одному з приміщень будинку зберігається частина фонду Львівської обласної бібліотеки для дітей.
№ 32 — чиншова кам'яниця, збудована у 1900 році. Тут до 1939 року діяла торговельна спілка «Ruch Handlowy». У 1944 році на конспіративній квартирі мешкав видатний український археолог, поет, заступник голови Проводу Українських націоналістів Олег Ольжич. 1994 року на фасаді будинку встановлена меморіальна таблиця (скульптор Петро Дзиндра, архітектор Олесь Ярема), яка сповіщає про те, що 25 травня 1944 року тут було заарештовано Олега Ольжича. На першому поверсі будинку у 1940—1980-х роках містився магазин № 14 «Канцелярські та культтовари» Львівської обласної контори «Укркнигокультторгу». У 1945—1962 рр. в будинку проживав видатний уролог, засновник курсу урології Львівського медичного інституту доцент Пластунов Михайло Борисович. Також у будинку проживає сім'я відомих львівських лікарів-науковців: професор, завідувач кафедри внутрішніх хвороб Виговський Володимир Павлович (1920—2006)  та видатна лікар-гематолог, засновник львівської школи гематології, професор Виговська Ярослава Іллівна (нар. 1930).[джерело?]
№ 33. 
Пам'ятка архітектури місцевого значення під охоронним № 2150-м
Житловий будинок.
№ 34, 36. 
Пам'ятка архітектури місцевого значення під охоронним № 2151-м
Прибуткові будинки живописців-декораторів братів Айзека та Маврикія Флеків, збудовані 1913 року у стилі модернізованого неокласицизму за проєктом Людвіка Соколовського. За Польщі тут був літографічний заклад «Літос», крамниця письмового приладдя Клари Кнопф та майстерня біжутерії Раушер, за радянських часів — продуктовий магазин, нині — крамниця електротоварів та відділення ПАТ «Кредобанк».
№ 35 — будинок, споруджений за проєктом Флоріана Ондерки для притулку глухонімих дітей. Урочисте відкриття притулку відбулося 4 жовтня 1830 року. Спочатку притулок містився у приватному приміщенні. Першим директором закладу глухонімих був Ян Непомуцен Гоффманн. 26 вересня 1841 року притулок перейшов до нового власного будинку, розрахованого на 50 дітей. Початково навколо був сад, створений університетським садівником Карлом Бауером. 1880 року проведено реставрацію. 1894 року добудовано два крила, а 1899 року — третій поверх. Заклад засновано на добровільні пожертви громадськості. Першою була велика пожертва анонімного доброчинця під псевдонімом Франциск Гольдгайм. Сучасні дослідники встановили, що це був австрійський єпископ Ян Міхаель Леонгард. Від заснування мовою навчання була німецька, а від 1856 року — польська. До початку XX століття кількість вихованців зросла від 10 до 117. При цьому заклад задовольняв потреби лише 5 % глухонімих дітей з провінції.
У 1895 році директором школи став учитель Антоній Мейбаум, який працював на цій посаді до 1916 року. Прийшли працювати в школу й досвідчені вчителі. Учні отримували добрі знання з природничих та точних дисциплін. У 1934 році директором школи став Мечислав Кемпа. Кемпа одразу провів у школі великі зміни. Для вдосконалення навчання глухих дітей новий директор запровадив так звану методику «далекопису», а також організував додаткове професійне навчання зі столярної, кравецької, шевської, палітурної справ, увів посади інструкторів. Ці професії здобували не лише діти, а й дорослі нечуючі. Директор школи прагнув, щоб усі глухі могли здобути якнайбільше практичних умінь, стати незалежними і не бути тягарем для суспільства. Але війна зламала всі його плани.
Під час другої світової війни заклад був евакуйований до села Гребенів на Сколівщині, де більшість дітей перебували у місцевому санаторії, а старші та фізично міцніші з них працювали на лісопильному заводі або пасли отари овець. Сама ж школа у Львові за часів німецької окупації була закрита та реорганізована окупаційною владою у готель для військових. У 1944 році школа відновила свою роботу. Влітку було набрано штат учителів, а у вересні відновилися заняття. За радянських часів це була спецшкола-інтернат № 101 для глухонімих дітей.
Зі здобуттям Україною незалежності розпочався новий етап розвитку школи. Завдяки зв'язкам з аналогічними закладами у Європі та Америці почав вдосконалюватися навчальний процес, поступово відбудовуватися та реконструюватися школа тощо. Так, меценат Пітер Спайкерс сприяв налагодженню співробітництва між Львівською школою Марії Покрови та Інститутом Святого Михайла в Нідерландах. Тоді ж школа стала членом в українсько-канадському альянсі для розвитку дітей з вадами слуху. За допомоги канадських колег при школі створено Центр сприяння освіті інвалідів зі слуху, що має за мету зближення науковців і навчальних закладів, громадських організацій двох країн, обмін досвідом. Нині — КЗ ЛМР «Львівська спеціальна загальноосвітня школа-інтернат I—III ступенів № 101 Марії Покрови для глухих дітей» із 9-річним курсом навчання. Педагогічний колектив навчального закладу складається з 50 вчителів, а у самій школі на постійній основі мешкає близько 70 дітей. 1 листопада 2016 року на базі Львівської спеціальної загальноосвітньої школи-інтернату відбулося відкриття освітньо-соціально-культурного центру для 15 дітей з особливими освітніми потребами. Розпорядженням Львівської ОДА від 15 червня 2020 року «Про занесення щойно виявлених об'єктів до Переліку об'єктів культурної спадщини» будинок закладу для глухонімих (Львівська спеціалізована школа Марії Покрови І-ІІІ ступенів) внесена до Переліку об'єктів культурної спадщини Львівської області.

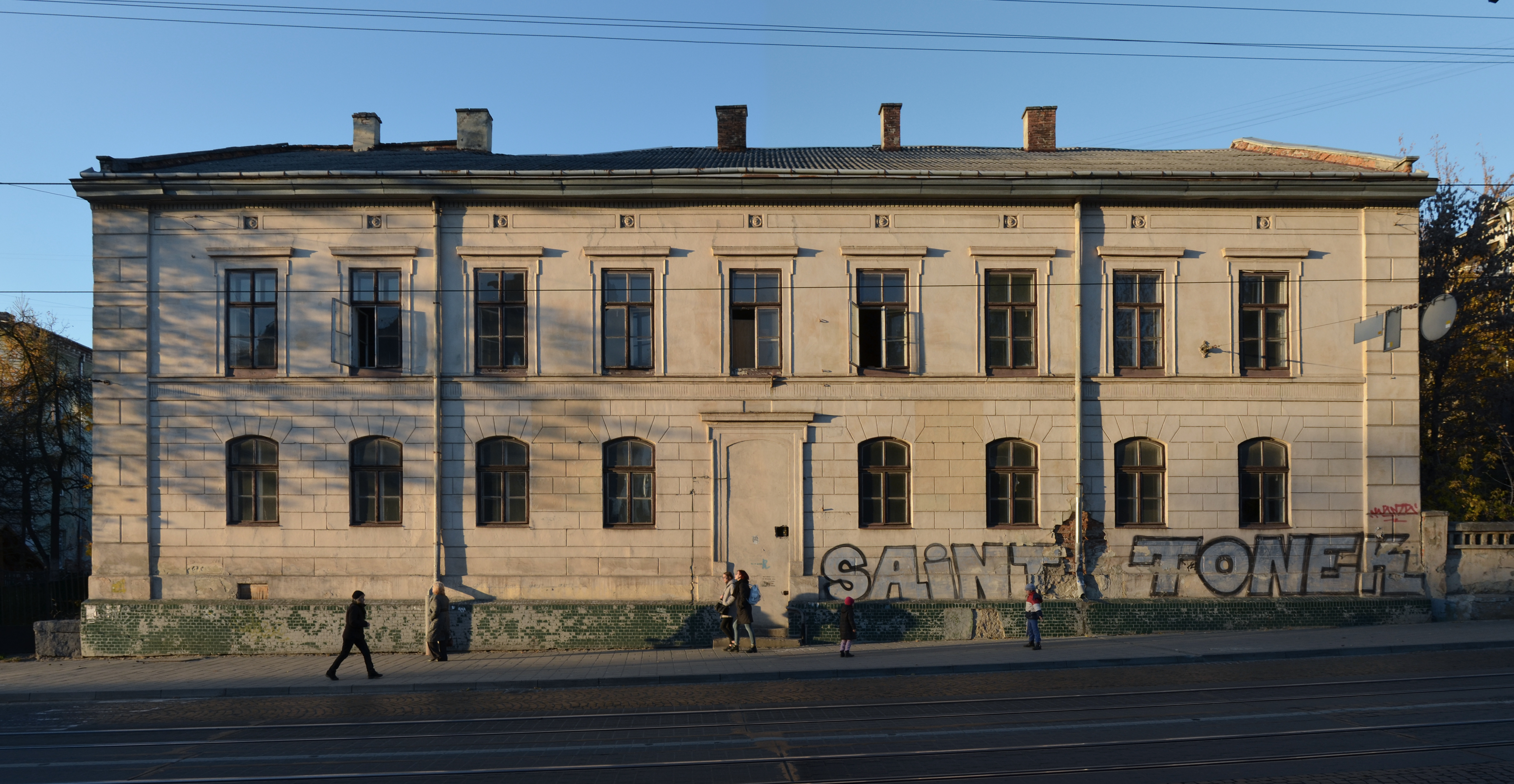
Будинок № 37, повністю зруйнований влітку 2018 року

№ 37 — будинок колишнього Галицького притулку для сліпих дітей, заснований польським дворянином Вінцентом Зарембою-Скшинським 1 червня 1851 року, на згадку про свого єдиного передчасно померлого сина Володимира. Але через свою передчасну смерть у 1850 року він так і не дочекався відкриття закладу. Пізніше притулок перебрався на сучасну вулицю Франка, 119 (нині — КЗ ЛМР «Львівська спеціальна загальноосвітня школа-інтернат № 100 I—III ступенів»), а в будинку тривалий час містилася VI міська гімназія імені Станіслава Сташиця.
У 1940—1950-х роках тут діяла школа фабрично-заводського навчання № 12. Після закриття школи тут «оселився» військовий комісаріат Червоноармійського району м. Львова та займав це приміщення до 2010 року. Через скорочення армії військкомат з приміщення на вул. Личаківській перенесли на вул. Батуринську, 2, а саму будівлю ЛМР продала ТзОВ «Клуб достойних львів'ян». У 2011 році будинок перейшов у власність ПП «Будівельне агентство „Версаль“», що отримало містобудівні умови та обмеження на реконструкцію цієї будівлі під багатоквартирний житловий будинок із вбудованими приміщеннями громадського призначення та підземним паркінгом. Виконавчий комітет ЛМР вніс зміни до виданих ще наприкінці 2017 року містобудівних умов та обмежень, які отримало ПП «Будівельне агентство „Версаль“» на реконструкцію (знищення) будівлі колишнього військкомату. Своїм рішенням від 22 лютого 2019 року, дозволили збільшити її висоту до 25 метрів.
№ 38 — жіноча школа святого Антонія, збудована у 1875—1876 роках за проєктом Юзефа Каетана Яновського. Фасад у стилі італійського неоренесансу, оздоблений скульптурними портретами польських освітніх діячів — Ґ. Пірамовича, О. Копчинського та С. Конарського, різця Еміля Шрьодля. Від 1950-х років — середня школа № 12 з російською мовою викладання, згодом вона стала восьмирічною. Нині — приміщення початкових класів Львівської спеціалізованої середньої загальноосвітньої школи № 37 з поглибленим вивченням французької мови. Від 6 вересня 2018 року змінилася назва навчального закладу на ліцей № 37 Львівської міської ради.
Рішенням виконкому ЛМР учасник АТО Михайло Кварцяни посмертно вшанований меморіальною табличкою, яка була встановлена на фасаді будівлі початкової школи, випускником якої він був. Освячення та відкриття меморіальної таблиці герою російсько-української війни відбулося 16 травня 2017 року.
№ 39. 
Пам'ятка архітектури місцевого значення під охоронним № 988-м
Житловий будинок, споруджений у 1894—1897 роках за проєктом Анджея Ґоломба. За польських часів в будинку містилася цукерня Лабеги, у 1950-х роках — майстерня з ремонту взуття.
№ 41, 43, 45, 47 — житлові будинки, споруджені у 1894—1897 роках за проєктом архітектора Анджея Ґоломба. В будинку № 41 за польських часів тут знаходилися ювелірний магазин Бродського та майстерня біжутерії Вахса, від 2000-х років — крамниця чоловічого одягу «Гулівер» та магазин «Автотовари». Під № 47 до 1939 року містився магазин одягу Масловської, в 1950—1960-х роках — фотосалон тресту «Укрфото». Від 1989 року діє львівська кіностудія «Галичина-фільм», директором та художнім керівником котрої є Василь Босович, а також за цією ж адресою міститься церковна крамниця.
№ 49.
Пам'ятка архітектури місцевого значення під охоронним № 989-м
Колишня плебанія костелу Святого Антонія, яка була збудована разом з костелом у 1718 році за проєктом архітектора Павла Антонія Фонтани. Францисканський монастир скасували під час реформ цісаря Йосифа ІІ і у 1786 році костел став парафіяльним для римо-католиків Личаківського передмістя. А колишній монастир пристосували під парафіяльний дім. У 1858—1860 роках він використовувався для потреб тривіальної школи Святого Антонія. У 1885 році парафіяльний дім перебудували додаючи йому другий поверх та оздобивши будинок в необароковому стилі. 1950 роках у парохії забрано будинок плебанії, у якому згодом відкрили львівську державну музичну школу № 4. 2017 року, за попередніми домовленостями між міською владою та РКЦ, парафіяльний будинок повернуто релігійній громаді святого Антонія, а під будівництво нового приміщення музичної школи львівська міська рада виділила земельну ділянку по вул. Личаківській, 105.
№ 49а — костел святого Антонія Падуанського.
Пам'ятка архітектури місцевого значення під охоронним № 372-м
Костел святого Антонія Падуанського споруджений орденом францисканців на кошти князя Януша Вишньовецького у 1718—1739 роках. Реконструйований у 1765 році архітектором Франциском Кульчицьким. У 1818 році архітектором Йозефом Марклем споруджено дзвіницю. У 1893—1899 роках добудовано бабинець. Розписи інтер'єру Тадеуша Пельчарського (1740-ті роки).
№ 50 — у цьому будинку за Польщі функціонувала перукарня Дзямського, у 1940—1950-х роках містилася ощадна каса І розряду № 6318/06. Від 2000-х роках — салон мобільного зв'язку та кафе-бар «Гледіс».
№ 54 — тут у період від 1894 року й до початку першої світової війни містилася майстерня скульптора Тадеуша Сокульського. 1895 року на внутрішньому подвір'ї Сокульський спорудив для свого каменярського закладу нові приміщення за проєктом Августа Богохвальського.
№ 55 — будинок зведено за проєктом архітектора Анджея Ґоломба у 1895 році. У 1924—1933 роках в будинку мешкав польський поет Збіґнєв Герберт, про що сповіщає меморіальна таблиця, встановлена на фасаді будинку у 2002 році. До 1939 року тут містилося відділення комунальної ощадної каси. Від радянських часів тут міститься продуктовий магазин та крамниця господарських товарів.
№ 57 — будинок споруджений за проєктом архітектора Анджея Ґоломба у 1895 році. 1908 року магістр фармації Ян Лисовський в будинку заснував аптеку «Під Соколом» та був її першим власником. У міжвоєнний період аптека належала магістру фармації Генріху Блондзинському. Від радянських часів й дотепер тут також діє аптека. Тепер — «Аптека № 49».
№ 67 — в будинку у 1870-х роках містилася редакція часопису «Праця» (пол. Praca) — першої робітничої газети в Галичині. У 1878—1880-х роках тут працювали Іван Франко та Михайло Павлик. 20 листопада 2006 року на фасаді будинку встановлено меморіальну таблицю (скульптор Володимир Федорченко) Йосафаті Гордашевській, яка народилася та мешкала у цьому будинку.
№ 70. 
Пам'ятка архітектури місцевого значення під охоронним № 1622-м
Сецесійна кам'яниця Едмунда Рідля збудована у 1906 році фірмою Івана Левинського, ймовірно за проєктом архітектора Тадея Обмінського.
№ 72 — триповерховий будинок зведений наприкінці 1960-х років у стилі радянського конструктивізму. За радянських часів тут працювало ательє мод «Фантазія». У перші роки незалежності — офіс інвестиційної компанії «Галицькі інвестиції». 2005 року будівлю придбало ТОВ «Астеліт», проведено реконструкцію будинку та відкрився офіс оператора мобільного зв'язку «life:)». З 15 січня 2016 року оператор мобільного зв'язку надає телекомунікаційні послуги під новим брендом lifecell.
№ 74 — будинок зведений наприкінці XIX століття як казарми для австрійського війська. Тут розміщувався галицький полк уланів генерала кавалерії Рудольфа лицаря фон Брудерманна № 1 (нім. К. u. K. Galizisches lanenregiment GdK. Rudolf Ritter von Brudermann № 1). Від радянських часів тут міститься Львівський прикордонний загін ЗРУ ДПСУ.

Меморіальна таблиця Володимиру Лопушанському (вул. Личаквська, 77)

№ 77 — в будинку за польських часів працювала перукарня Ґлюкзама, яка збереглася донині, а від 1950-х років — також майстерня з ремонту взуття, але на початку 2000-х років працював магазин «Автозапчастини», а згодом відкрилася крамниця одягу «Евіта». У 1958—1987 роках в будинку мешкав видатний український письменник Володимир Лопушанський, про що сповіщає меморіальна таблиця встановлена 1998 року на фасаді будинку.
№ 82а — церква святих апостолів Петра і Павла
Пам'ятка архітектури місцевого значення під охоронним № 212-Лв
Церква святих апостолів Петра і Павла, збудована 1750 році, як костел католицького ордену паулінів. Після скасування ордену паулінів у 1786 році, храм переданий греко-католицькій парафії Святого Хреста, яку переселили з дерев'яної церкви Воздвиження Чесного Хреста, розібраної у 1786 році. 1798 року архітектор Клеменс Фесінгер добудував притвір та дзвіницю і церква набула сучасного вигляду. Наприкінці XIX століття перед храмом встановлено скульптури апостолів Петра і Павла. 19 серпня 1989 року настоятель церкви о. Димитрій Ярема проголосив у церкві про відновлення Української Автокефальної Православної Церкви. На території храму знаходиться могила патріарха УАПЦ Димитрія Яреми.
№ 89 — адміністративний будинок, споруджений не пізніше 1970-х років. Архітектор Адольф Бахматов.
№ 90 — одноповерховий будинок кінця XIX — початку XX століття. У наш час тут містилося Обласне комунальне підприємство профілактичної дезінфекції Личаківського району м. Львова. Від 2016 року приміщення орендує благодійна організація «Фонд „Горіховий дім“». 22 листопада 2019 року виконком ЛМР погодив дозвіл благодійній організації на реконструкцію цього будинку. Після завершення будівельних робіт тут облаштують соціальний центр для постраждалих від домашнього насильства.
№ 98а — в будинку у міжвоєнний період містилася меблева та різьбярська майстерня Маріяна Ґарольда.
№ 99. 
Пам'ятка архітектури місцевого значення під охоронним № 2152-м
Адміністративний будинок (інша адреса — вул. Ніжинська, 2/4), збудований у 1925—1932 роках за проєктом Міхала Лужецького та Міхала Риби для польського спортивного товариства «Сокіл» («Сокіл-IV» у Львові). Головний фасад цього триповерхового будинку колись прикрашало скульптурне зображення сокола. 1939 року у будівлі планувалося відкриття кінотеатру «Патрія» (власниця — Євгенія Юзефа Березовська), для цього, за проєктом архітектора Стефана Мечинського, під кінозал було переобладнано спортивну залу. Через початок другої світової війни кінотеатр так і не запрацював. За радянських часів — Будинок піонерів Червоноармійського району, а нині тут міститься Будинок дитячої та юнацької творчості Личаківського району міста Львова.
№ 103 — казарми кавалерії, збудовані до 1899 року, за проєктом Альфреда Каменобродського та Наполеона Лущкевича.
№ 105 — комплекс будівель колишнього військового містечка № 85, який до 2011 року належав Міноборони України. 30 березня 2011 року Кабмін вивів земельну ділянку з майновим комплексом військового містечка № 85 з підпорядкування військового відомства та передав її у власність територіальної громади Винник. Хоча у ЗМІ тоді писали про те, що цю ділянку планували передати під будівництво храму УПЦ (МП). 2016 року Винниківська міськрада виставила на продаж майновий комплекс цієї військової частини, а наступного 2017 року земельну ділянку за цією адресою передано під будівництво нового приміщення музичної школи № 4, оскільки, приміщення колишньої плебанії костелу св. Антонія, де школа перебувала від 1950 року повернене колишнім власникам.
19 квітня 2018 року ухвалою Львівської міської ради надано згоду на прийняття у власність територіальної громади міста Львова від Винниківської міської ради цілісного майнового комплексу військового містечка № 85, що на вул. Личаківській, 105, а 27 квітня виконавчий комітет міськради створив комісію для передачі цього об'єкту з власності територіальної громади Винник у власність Львова. З часом тут розпочнеться будівництво нового приміщення музичної школи № 4.
№ 107 
Пам'ятка архітектури місцевого значення під охоронним № 624-м
Сецесійна будівля колишньої лічниці (санаторію) лікаря Казимира Солецького (інша адреса — вул. Ріпина), приміщення Польського Червоного Хреста (перед цим австрійського). Яскравий приклад народно-романтичної течії львівської сецесії. Споруджений фірмою Івана Левинського у 1908 році за проєктом архітектора Олександра Лушпинського. У 1914—1915 роках тут перебував російський офіцерський шпиталь. Від 1 грудня 1939 року — лазарет Львівського прикордонного загону, пізніше Львівський шпиталь Державної прикордонної служби України, а від 2017 року — військово-медичний клінічний центр м. Львів Державної прикордонної служби України, до комплексу споруд якого належить також сусідня чотириповерхова кам'яниця під № 109, збудована у 1930-х роках у стилі функціоналізму.
№ 111, 113 — триповерхові житлові будинки. 2022 року на кошти мешканців будинку та німецького фонду Ебергарда Шьока, який цього року підтримав Програму співфінансування відновлення цінних елементів в історичних будинках було відреставровано «каретну» браму будинку № 113. Історично такі брами служили для заїзду коней з каретою у двір будинку. Вони значно важчі та мають суттєво більші розміри, аніж звичайні вхідні двері у будинок.
№ 117 — триповерховий житловий будинок. Приміщення колишньої квартири № 1 займає аптека «3І». 2022 року на кошти мешканців будинку та німецького фонду Ебергарда Шьока, який цього року підтримав Програму співфінансування відновлення цінних елементів в історичних будинках було відреставровано історичну дерев'яну браму будинку.
№ 119 — п'ятиповерховий житловий будинок, збудований у 1990-х роках за проєктом Олександра Базюка. На першому поверсі будинку 20 грудня 2017 року відкрито 18-ту амбулаторію сімейної медицини, яка є першою в структурі комунальної 1-ї міської поліклініки та обслуговує 8 територіальних дільниць Личаківського району з населенням 13058 осіб (10976 дорослих та 2082 дітей). Також тут функціонує відділення поштового зв'язку № 14.
№ 125 — каплиця Матері Божої Личаківської. Початково фігура Матері Божої була встановлена при Глинянському тракті у XVII столітті личаківським авантюрником Лагодовським. За австрійських часів фігуру, що заважала рухові, перенесли убік від гостинця. 1850 року личаківський круп'яр В. Порада накрив фігуру дахом, що стояв на чотирьох стовпах, а з часом каплицю розбудували та засклили. 28 серпня 1958 року за наказом партійного керівництва Львова каплицю було зруйновано.
Відновлення каплиці відбулося вже за часів незалежності за ініціативи ЛОІКО «Меморіал», коштом управління Львівської залізниці та за проєктною документацією в майстерні Семена Цимбалюка бригадою майстра М. Кашпія. В каплиці було встановлено фігуру Матері Божої Личаківської (скульптор Володимир Лоза). Каплиця освячена 24 травня 1998 року та передана під опіку Церкви Покрови Пресвятої Богородиці у Львові.
№ 128 — адміністративний будинок, споруджений не пізніше 1970-х років, за проєктом архітектора Адольфа Бахматова. Нині тут міститься Господарський суд Львівської області.
№ 131 — будівля колишнього Кінотеатр імені І. Миколайчука, збудований у 1950-х роках за типовим проєктом у стилі так званого сталінського ампіру. Кінотеатр, на той час імені Я. Галана, був відкритий 25 серпня 1955 року демонстрацією фільму «Княжна Мері», виробництва кіностудії імені М. Горького. Глядацький зал кінотеатру був розрахований на 300 місць. Нині в приміщенні колишнього кінотеатру розташоване книгосховище Львівської національної наукової бібліотеки України імені Василя Стефаника.
№ 134а. 
Пам'ятка архітектури місцевого значення під охоронним № 2454-м
Житловий будинок.
№ 137 — двоповерхова кам'яниця «Під залізним левом». Тут прожив свої дитячі та молоді літа Вітольд Шольґіня, дослідник львівського побуту, автор восьми книг споминів про рідне місто, яке змушений був залишити у 1946 році.
№ 139, 141 — житлові будинки, збудовані у 1990-х роках за проєктом Олександра Базюка. Під № 139 також розташована невеличка сучасна будівля, у якій міститься відділення «Нової пошти» № 40.
№ 148, 150, 152, 154, 156 — колишні австрійські казарми, збудовані наприкінці XIX століття та були призначені для створеного 1883 року першого полку уланів ландверу (нім. К.к. Landwehr-Ulanenregiment № 1). 21 листопада 1918 року, під час Українсько-польської війни тут відбувались потужні бої. Після здачі казарм частину української залоги було розстріляно польськими військами. До 1920 року тут був табір інтернованих українських вояків та цивільних (так званий «Табір на Ялівці»). Кількість полонених у певні моменти сягала 2 500 осіб. Через погані умови утримання в таборі була висока смертність. У міжвоєнний період тут дислокувався 14-й полк польських уланів (так званих «Язловецьких»), після 1944 — кавалерія Червоної армії, а дещо пізніше — 28-й авторемонтний завод Міноборони СРСР. В будинку під № 148 містилася Львівська вечірня (змінна) середня спеціальна загальноосвітня школа № 12, яка припинила свою роботу від 1 вересня 2016 року. У будинку під № 152 у 1940—1950-х роках містилося ремісниче училище № 11, нині одне з приміщень займає аптека «Пульс». Під № 154 також міститься автостанція № 6 (місцеві та міжобласні перевезення, Золочівського та Перемишлянського напрямків).
№ 155 — наріжна триповерхова кам'яниця (нині — вул. Мучна, 2), збудована наприкінці XIX століття. У міжвоєнний період на першому поверсі будинку містилася аптека Ф. Борщака. Нині у цьому приміщенні міститься аптечна крамниця мережі аптек «DS».
№ 163 — окремий торговельний павільйон на розі з вулицею Героїв Маріуполя, у якому за часів незалежності містився торговий центр «Личаків». У квітні 2019 року в приміщенні колишнього ТЦ «Личаків» відкрився магазин мережі Spar — «Spar-експрес» площею 150 м², що працює за системою франчайзингу. Тут для покупців працюють дві каси та є відділ Food to Go, в якому представлений широкий асортимент напоїв та страв для швидкого перекусу популярних у всьому світі фірмових хот-догів, італійських паніні та великий вибір випічки, а також — гаряча запашна кава, яку можна випити на місці чи взяти із собою.
№ 171. 
Пам'ятка архітектури місцевого значення під охоронним № 625-м
Будівля колишньої мішаної школи імені Ю.-Б. Зіморовича (нині — Львівська середня загальноосвітня школа № 63), збудована у 1891—1892 роках у стилі неоренесансу з елементами «швейцарського» стилю. Розбудована у 1970-х роках. 23 вересня 2008 року будівлю внесено до переліку памʼяток культурної спадщини, що не підлягають приватизації.
№ 175 — церква Покрови Пресвятої Богородиці, збудована у 1931—1934 роках як Костел Матері Божої Остробрамської. Проєкт Тадея Обмінського. Головний корпус — у формі старохристиянської базиліки. Дуже оригінальною є дзвіниця (кампаніла), висота якої сягає 60 метрів. За радянських часів, 1945 року, як знак звільнення Львова від німецької окупації, навпроти храму встановили пам'ятник радянським танкістам — танк ІС-2 (автор проєкту — художник-архітектор В. Афанасьєв). Наступного, 1946 року костел був закритий та перетворений на книжковий склад. У 1994 році танк був демонтований, а кількома роками пізніше — п'єдестал. 1992 року храм був знову відкритий та освячений як церква Покрови Пресвятої Богородиці. У 2021 році в межах програми «100 років модернізму у Львові» Бюро спадщини ознакувало будівлю храму інформаційною табличкою.
№ 177 — за Польщі цю адресу мало поштове відділення № 14.
№ 189 — Бібліотека-філія № 9 ЦБС для дітей міста Львова.
№ 223 — двоповерхова кам'яниця. Тут за радянських часів містився опорний пункт правопорядку, у 1992—2015 роках — дільничний пункт міліції Личаківського РВ УМВС України у Львівській області. Нині у наріжнику будинку міститься магазин «Автозапчастини».
№ 225 — невелика одноповерхова споруда колишньої синагоги «Нецах Ісраель», збудована наприкінці XIX століття. Північна частина — колишня чоловіча молитовна зала, використовується нині як актовий зал військової частини, жіноча зала, у південній частині будинку — як продуктова крамниця.
№ 232 — у 1922 році на цій ділянці Львівське акціонерне товариство броварів та австрійська фірма «Маутнер і Маркхоф» створили «Лисиницьку Фабрику Пресованих дріжджів і спирту». По війні на базі фабрики був заснований Львівський державний дріжджовий завод, після приватизації якого наприкінці 1990-х роках, власником стала ПрАТ «Компанія Ензим». На сьогодні «Ензим» — найбільший виробник дріжджів в Україні. Лідер ринку дріжджів на теренах колишнього СРСР. Продукція підприємства успішно експортується у більше ніж 10 країн Європи.
№ 233 — за радянських часів в будівлі містилося поліклінічне відділення 6-ї міської лікарні у Винниках, нині — 1-ше фтизіатричне відділення ЛДКММО «Фтизіопульмонологія» (Львівський протитуберкульозний диспансер). У 2017—2018 роках планується перенесення цього та ще двох відділень протитуберкульозного диспансеру в одне спільне новозбудоване приміщення на території Львівської обласної лікарні позалегеневого туберкульозу, що на вул. Бой-Желенського, 5. Приміщення, де попередньо містилися ці відділення будуть продані з аукціону, а виручені кошти підуть на придбання виїзних флюорографів для районів Львівщини.

## Пам'ятники
З парного боку вулиці, напроти церкви Покрови Пресвятої Богородиці, у личаківському парку знаходиться необароковий пам'ятник Войцехові Бартошу Гловацькому. Автори Юліан Марковський, Григорій Кузневич. Споруджений у 1906 році на постаменті з каміння, вирізаного з Чортової скелі біля Винник.
У березні 1960 року перед СЗОШ № 63, що на вул. Личаківській, 171, відкрито пам'ятник Тарасові Шевченку, роботи скульпторів Якова Чайки та Еммануїла Миська.

Пам'ятник радянським танкістам

23 грудня 1945 року у сквері перед будівлею церкви Покрови Пресвятої Богородиці, що на вул. Личаківській, 175, був встановлений пам'ятник радянським танкістам (архітектор Володимир Афанасьєв). На бетонному постаменті встановлений важкий танк ИС-2. Демонтований у 1994 році.

## Транспорт

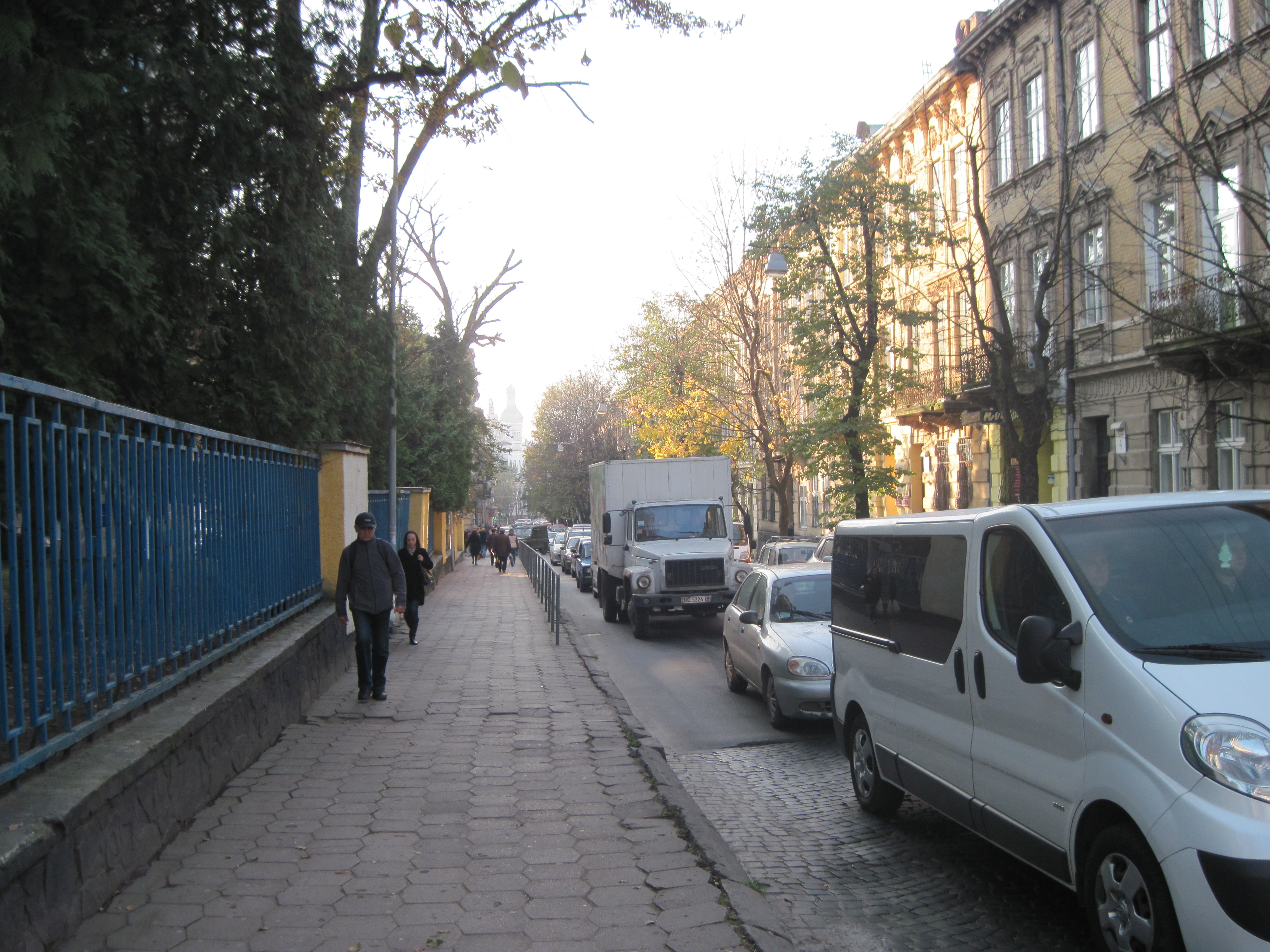
Корок вранці при виїзді на Личаківську з вул. Чехова

Личаківська є ключовою вулицею у транспортному сполученні центру міста із його східною частиною. Трамвайна колія на Личаківській була прокладена ще в період функціонування кінного трамваю. Вже у грудні 1894 року до Личаківської рогатки був організований рух електричних трамваїв.
Напередодні першої світової війни трамвайна колія була продовжена до станції Личаків.
Однак у 1940 році ділянка до станції Личаків була демонтована і на перехресті з сучасною вулицею Пасічною було влаштовано розворотний трикутник. Розворот трамваїв на трикутнику був незручним і блокував рух автотранспорту з вулиці Пасічної, тому 1969 року було облаштоване розворотне кільце для трамваїв у Личаківському парку. Станом на грудень 2024 року вулицею Личаківською курсують трамвайні маршрути № 1 та № 7 (з поворотом на вулицю Мечникова), а також № 2.
За новою транспортною схемою, яка була запроваджена у місті 2012 року, вулицею курсує значна кількість автобусних маршрутів, які сполучають центр міста з його східною частиною, а також з Сиховом та Винниками, а саме №№ 5а, 18, 29, 40, 47а, 61, 92. Окрім того Личаківською курсує декілька приміських автобусних маршрутів.
2018 року, під час реконструкції на вул. Личаківській, проєктанти вперше запланували використати прийом перехрещення колій перед трамвайною зупинкою таким чином, що посадкова платформа буде розташована між коліями. Відповідно, пасажири з трамваїв обох напрямків виходитимуть на одну і ту саму платформу. Поруч з трамвайною, але біля проїзної частини, буде розташована автобусна зупинка. Таку платформу планують облаштувати на зупинці «вул. Котика». Після неї колія вдруге не перехрещуватиметься, відтак, на ділянці від вул. Котика до Пасічної на виділеній трамвайній колії запровадять лівосторонній рух для трамваїв.

## Вулиця Личаківська в культурі
Вулиця Личаківська неодноразово згадується у художніх творах, присвячених Львову. Зокрема, у 2014 році вийшов у світ роман Андрія Кокотюхи «Адвокат з Личаківської».

### Батяри
Личаківська була одним з осередків формування батярів, які часто збирались на Погулянці та самому Личакові. Батярська культура розквітла у міжвоєнний період, сформувавши оригінальний імідж Львова. Водночас у численних батярських піснях Личаків неодноразово згадується як місце батярських розваг.

## Відомі мешканці
- Збіґнєв Герберт — польський поет, есеїст, драматург[143].
- Йосафата Гордашевська — блаженна монахиня Української Греко-Католицької церкви.
- Михайло Кварцяни — український військовик, молодший сержант Збройних сил України, учасник російсько-української війни.
- Володимир Лопушанський — український письменник.
- Димитрій Ярема — патріарх Київський і всієї України Української автокефальної православної церкви.
- Гнатишак Анатолій — педагог, професор медицини, громадський діяч.